# Таємна рада (Німеччина)
Таємна рада (нім. Geheimrat) — найвищий дорадчий орган при правителях німецькомовних країн у XVII — XX ст. Існувала у Священній Римській імперії, Пруссії, Саксонії, Австрії, Німецькій імперії тощо. Складалася з таємних радників (нім. Geheimer Rat, нім. Geheimrat). 
Створена за взірцем Conseil du roi de France. Попередником Таємної ради була Імперська придворна рада — інституція, заснована імператором Максиміліаном I Габсбургом. У Австрії титул нім. Hofrat (придворний радник) залишився у вжитку до сьогодні.

## Бранденбург-Пруссія
Таємна рада в Брандебурзькому курфюрстві була заснована 1604 року за правління Йоахіма-Фрідріха. Вона називалася Колегія Таємної ради (нім. Geheime Ratskollegium), або Таємна державна рада (нім. Geheimer Staatsrat). Рада замінила собою старий уряд. Таємні радники займалися вирішенням державних справ і представляли курфюрста за його відсутності. Рішення на раді приймалися колегіально й затверджувалися канцлером, головою ради. Підсумки засідання ради записувалися і подавалися курфюрсту.
1651 року курфюрст Фрідріх-Вільгельм реорганізував Таємну раду, перебравши на себе питання зовнішньої політики і війни. Раду збільшили до 19 відділів, якими керували 10 таємних радників (по 2 на кожний відділ). З 1712 року до компетенції ради також входили питання господарювання і податків.
1723 року прусський король Фрідріх-Вільгельм I реформував Таємну раду, залишивши їй лише питання церкви і освіти. 1808 року раду скасували внаслідок запровадження міністерської системи управління в Пруссії.
Протягом 1817—1918 років Прусська державна рада (нім. Preußischer Staatsrat) виконувала первісні функції Таємної ради як дорадчого органу при монархові.